# Euxoa silens
Euxoa silens är en fjärilsart som beskrevs av Augustus Radcliffe Grote 1875. Euxoa silens ingår i släktet Euxoa och familjen nattflyn. Inga underarter finns listade i Catalogue of Life.